# Conselho Nacional de Desportos
O Conselho Nacional de Desportos - CND foi um órgão administrativo extinto do Brasil em 1993, voltado para os esportes criado pelo Decreto-Lei n. 3.199/41.
A Lei 6251/1975 firmava o CND como a última instância no esporte brasileiro. As federações não tinham autonomia para dar a última palavra em questões jurídicas sem o aval do CND. O órgão foi responsável pela regulação e regulamentação de todos os esportes e suas respectivas federações e confederações no Brasil. Após sua extinção nenhum outro órgão público assumiu suas funções de imediato.
Somente em abril de 2002, durante o segundo mandato da presidência de Fernando Henrique Cardoso, na gestão de Caio Cibella de Carvalho como ministro do esporte e turismo, é que seria criada uma instituição também colegiada para cuidar das mesmas atribuições que eram exercidas pelo CND: o Conselho Nacional do Esporte.